# Háportoni Forró Pál
Háportoni Forró Pál (1570?–1624?) író.

## Élete
Erdélyi nemes származású udvari ember volt. A braunsbergi jezsuita szemináriumban tanult Báthory András költségén, majd az ő  szolgálatában állt. Bethlen Gábor uralkodása alatt több követségben járt; megfordult Bécsben is. A görög és latin nyelvet jól tudta; a költészetet szerette, görög és latin verseket írt; ezekből egyet közöl Bod Péter Magyar Athenas-a. 1595-ben, amikor az uralkodó Naprágyi Demetert követül Lengyelországba küldte, egy üdvözlő költeményt írt hozzá.

## Munkái
Quintus Cvrtiusnak Az Nagy Sandornak Macedonok királyanak viseltetet dolgairol iratatot Historiaia, mely most Deakbol Magyar nyelvre Haporthoni Forro Pal altal fordittatot, es Urunk ő Felsege akarattyabol nyomtattatot Debrecenben... 1619. (Bécsben, „hogy idejét hiában ne töltené”, fordította, s némely helyeit magyarázatokkal látta el; a fejedelem segítette a munka kiadását.)
Azt a hízelgő latin síriratot, melyet Bethlen Gábor nejének, Károlyi Zsuzsannának halálára (1624.) készített, a Siebenbürgische Quartalschrift (VII. 5. l.) közli.
- Quintus Curtiusnak az Nagy Sándornak, macedonok királyának viseltetett dolgairól irattatott históriája. Debrecen, 1619; jegyz., tan. Monok István, fakszimile szöveggond. Kőszeghy Péter / Appendix I. Háportoni Forró Pál kisebb művei; összegyűjt., sajtó alá rend. Monok István / Appendix II. De admiranda Iobi fortissimi malorum; sajtó alá rend., tan. Lázár István Dávid; hasonmás kiad.; Akadémiai, Bp., 1988 (Bibliotheca Hungarica antiqua)

- Bethlen Gábor korának költészete; sajtó alá rend. Komlovszki Tibor, Stoll Béla; Akadémiai, Bp., 1976 (Régi magyar költők tára, XVII. század)